# Стрепихеев, Евгений Михайлович
Евге́ний Миха́йлович Стрепихе́ев (20 июля [2 августа] 1905, Москва — 1995, Парма, Огайо) — советский футболист и хоккеист с мячом, нападающий, судья всесоюзной категории (12.05.1941). Участник Великой Отечественной войны.

## Биография
В 1920—1930-x годах выступал за московские футбольные клубы «Унион», МОСНАВ, «Профинтерн», ЦДКА, «Красное знамя». Участник чемпионатов Москвы по футболу.
В 1928 году в составе сборной СССР по хоккею с мячом вместе с братом выступал на I Международной зимней рабочей Спартакиаде в Осло. В матче против сборной рабочих Швеции забил 2 мяча. В том же году сыграл в 5 товарищеских матчах, забив 3 мяча. Участник чемпионата СССР по хоккею с мячом в составе ЦДКА.
В сентябре 1935 года отсудил два неофициальных товарищеских матча по футболу сборной СССР против сборной СССР-2. С 1939 по 1941 год судил матчи чемпионата СССР по футболу, отработав 14 игр. В 1940 году судил финальные матчи Кубка СССР среди команд КФК.
С 1938 по 1941 год работал директором магазина спорттоваров № 1 Москультторга. Проживал по адресу: Хлебный переулок, дом 8, квартира 3.
Призван на фронт 27 июня 1941 года рядовым в 257-й стрелковый полк, в июле попал в плен и добровольно вступил в Русскую освободительную армию. До апреля 1945 года в чине подпоручика служил адъютантом начальника 14-го отдела (материально-технического снабжения) вооружённых сил Комитета освобождения народов России.
После освобождения союзными войсками остался на Западе, жил в Германии. В 1953 году уехал в США, проживал в штате Огайо.

## Личная жизнь
Младший брат Владимира Стрепихеева — футболиста, хоккеиста с мячом, баскетболиста и футбольного судьи, директора базы Москультторга, арестованного и расстрелянного по ложному обвинению в 1937/38 году.